# Vassdalen (Königin-Maud-Land)
Das Vassdalen (norwegisch für Wassertal) ist ein Tal im ostantarktischen Königin-Maud-Land. In der Gjelsvikfjella liegt es in der Umgebung der Troll-Station.
Wissenschaftler des Norwegischen Polarinstituts benannten es 2007.